# معهد مادبا لفن الفسيفساء والترميم
معهد مادبا لفن الفسيفساء والترميم هو معهد في مادبا في الأردن متخصص بالتعليم والتدريب والبحث العلمي لفن الفسيفساء. افتتح في 17 ديسمبر 2014 لتأهيل الكوادر وربط العمل والسياحة من خلال التدريب والتأهيل والتشغيل، حيث سيعمل الطلبة في المعهد والخريجون على الحفاظ على الإرث الأردني من الفسيفساء والكنوز الأثرية الأردنية والذي سيؤدي إلى تطوير الاقتصاد الأردني. يمول المعهد من الوكالة الأميركية للتنمية الدولية والحكومة الايطالية. يعد المعهد الثالث من نوعه على مستوى العالم. قبل تحوله لمعهد رسمي، كان بالبداية مدرسة للفسيفساء  تأسست عام 1992 ثم تحول إلى معهد عام 2007 لمنح الدبلوم 
يقع معهد مادبا لفن الفسيفساء والترميم في مدينة مادبا القديمة بالقرب من الكنيسة المريمية التي يعود تاريخها إلى نهاية القرن السادس، التي كانت في السابق مدرسة مادبا للفسيفساء وجرى إنشاؤها في العام 1992.
المبنى الجديد للمعهد يحتل مساحة ألفي متر مربع ويحوي غرف صيانة وإضافات للمشغل وإقامة مبنى جديد للعمادة والتسجيل والمالية وغرف صفية تتسع لحوالي 150 طالبا بالإضافة إلى وجود مختبر للكمبيوتر ومكتبة متطورة.
يُشار إلى أن المعهد يقوم منذ عام 2000 بتدريب كوادر من سوريا وفلسطين والعراق، علاوة على أنه بدأ منذ 2005 بقبول طلبة من الدول الأخرى لسد الحاجة إلى خبراء.

## الأهمية
يعد معهد فن الفسيفساء والترميم في مادبا الوحيد من نوعه في المنطقة ويقدم تعليما نوعيا متخصصا في فن الفسيفساء. كما يعدّ كلية المجتمع الوحيدة على مستوى المنطقة التي تقدم برنامج الدبلوم المكون من سنتين دراسيتين في فن الفسيفساء وترميمه،  لرفد سوق العمل بمخرجات تربوية متميزة بالمهارات التقنية المتقدمة في مجال الترميم والصيانة وانتاج اللوحات الفسيفسائية، ما يتيح للطلبة المساهمة في الحفاظ على الموروث التاريخي والثقافي في الأردن من خلال التدريب؛ كما يوفر فرصة التبادل الثقافي والترويج لآثار الأردن وحضاراته 

## العمادة والإدارة العليا
يقوم بالتدريس في المعهد مجموعة من أعضاء هيئة التدريس والأساتذة الفنيون المتخصصون وكوادر الدعم المؤهلين.
تضم اللجنة العليا للمركز والتي تقوم بعملية التخطيط لخطط المعهد المستقبلية 
- مدير دائرة الآثار العامة - رئيس اللجنة العليا
- أمين عام وزارة التعليم العالي والبحث العلمي - نائباً للرئيس
- أمين عام وزارة التخطيط والتعاون الدولي - عضواً
- أمين عام وزارة السياحة والآثار - عضواً
- محافظ مادبا - عضواً
- عميد المعهد - عضواً
- ثلاثة أعضاء من القطاع الخاص والداعمين للمعهد

## الرسالة
سيمثل المعهد مركزاً للتميز والقيادة في التعليم والتدريب والبحوث والمعلومات في مجال فن الفسيفساء والترميم في المنطقة. وسيرفد خريجين فنيين محترفين للعمل في ترميم وإنتاج الفسيفساء، فضلاً عن تعزيز كفاءة وقدرة العاملين في مجال الحفاظ على التراث الثقافي.

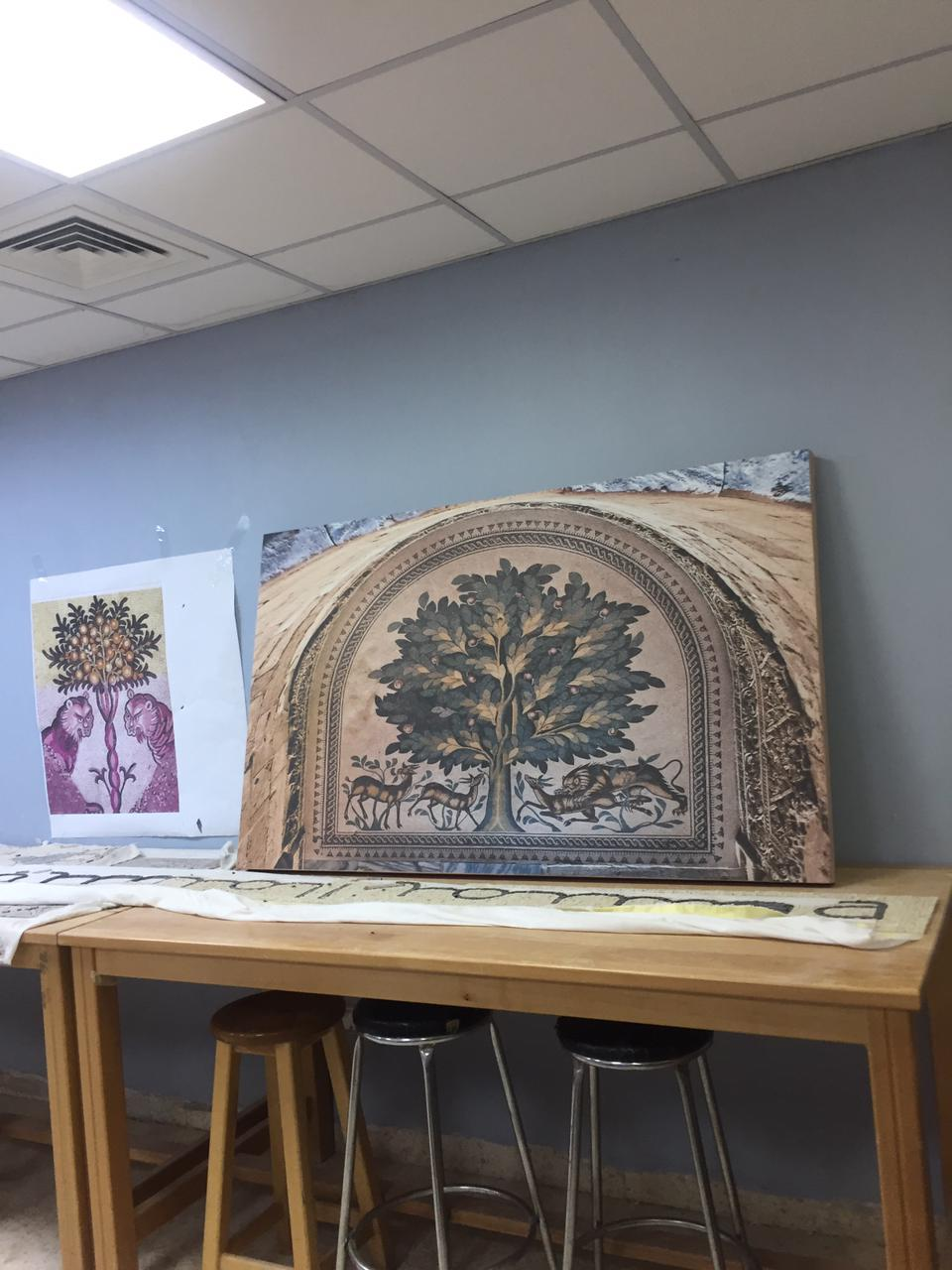
صور من داخل المعرض التابع للمعهد

## الرؤية
سيعمل المعهد على إبراز دور الأردن التاريخي والثقافي والمساهمة في تحقيق النهضة الاقتصادية والسياحية للأردن، عبر ترميم وإنتاج الفسيفساء. وسيتم استخدام الأساليب التربوية والتقنيات الحديثة في توفير التعليم والتدريب مما سيؤدي إلى إيجاد فرص عمل مستدامة.

## الدعم
- مشروع تطوير قطاع السياحة في الأردن [6]
- الوكالة الاميركية للإنماء الدولي
- الحكومة الإيطالية
- صندوق التشغيل والتدريب والتعليم المهني والتقني

## أهم منجزات المعهد
- القيام بمشروع فندق كراون بلازا البحر الميت.
- القيام بحفرية أثرية في منطقة ماسوح واكتشاف عدد من المقتنيات الأثرية.

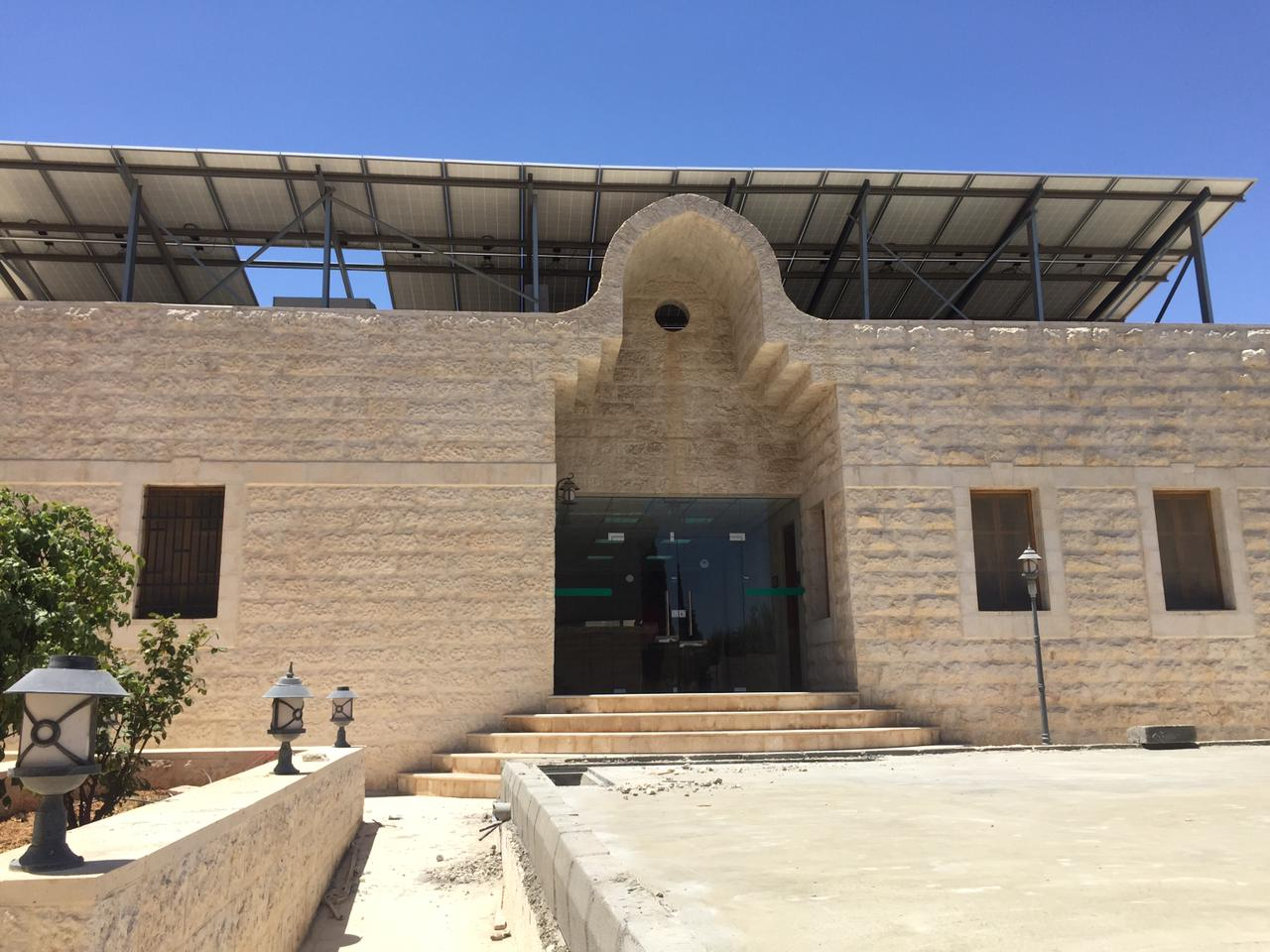
مبنى الادارة

- مبنى الادارة إجراء صيانة دورية للأرضيات الفسيفسائية الموجودة في المتنزه الأثري والقصر المحترق .

فضلاً عن عقد الدورات وورش العمل التي تهدف إلى زيادة الوعي بأهمية عمل المعهد.

## تاريخ الفسيفساء في مادبا

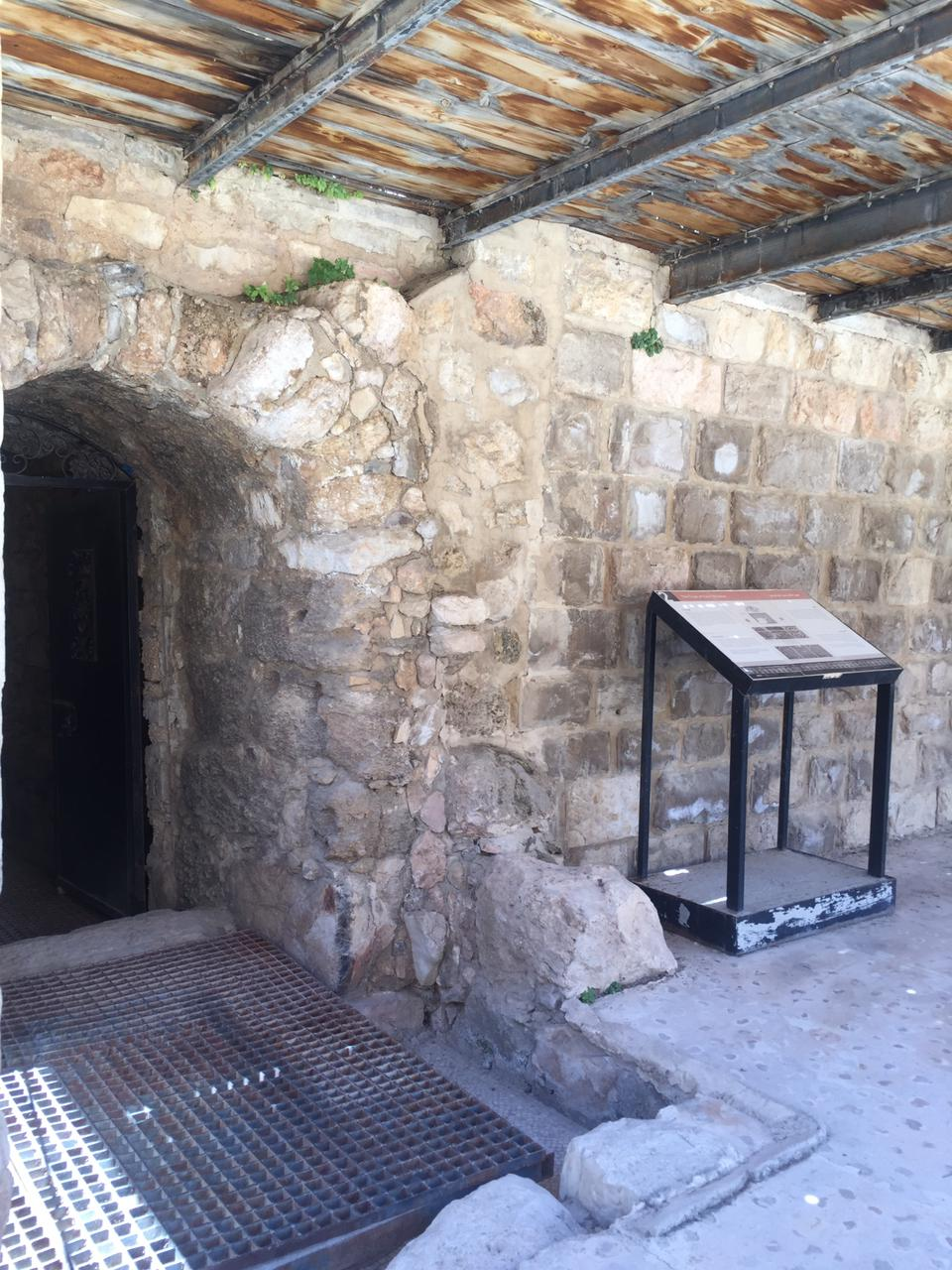
القبو الأول داخل معهد الفسيفساء

لقد قطنت منطقة مادبا منذ ما يقرب من 3,500 سنة. وتؤكد عدة أيونات مخطوطة سيطرة الأنباط على مادبا في القرن الأول ميلادي. عندما غزا الرومان المملكة النبطية في القرن 106 الميلادي شكلت مادبا جزءاً من الولاية العربية التي أنشأها الإمبراطور تراجان. في الفترة البيزنطية، أصبحت مادبا مقعد الأسقفية لولاية بورصة، كما تعود فسيفساء مادبا إلى هذه الحقبة. وبالتالي فإن العديد من اللوحات الفسيفسائية يمكن رؤيتها في العديد من الكنائس والمنازل في جميع أنحاء مدينة مادبا. وتعد هذه الثقافة والبيئة المحيطة بمادبا مركزاً ممتازاً لقيام معهد بالترويج لفن الفسيفساء. 
تم اكتشاف أول قطعة فسيفساء في مادبا بالصدفة خلال بناء المساكن الدائمة الجديدة باستخدام حجارة من الآثار القديمة. وتصور خريطة مادبا الفسيفسائية و التي تشتهر بها مادبا الأراضي المقدسة وتغطي أرضية كنيسة سانت جورج الأرثوذكسية اليونانية التي بنيت في عام 1896 م، على أنقاض كنيسة بيزنطية أقدم تعود للقرن السادس. تركز خريطه مادبا الفسيفسائية على مدينة القدس و تم الاعتراف بها على انها اكتشاف رفيع، ووجه هذا الاكتشاف الأنظار إلى المدينة ونالت اهتمام العلماء في جميع أنحاء العالم. كما أثرت إيجابا على السكان الذين تقاسموا اعاطفة الأخ جوزيبي مانفريدي المتناقلة تجاه الجهود التي ندين لها اكتشاف معظم الفسيفساء في المدينة.
ما تراه هناك اليوم هو مجرد بقايا من الفسيفساء الأصلية والتي تقاس بـ 16م طولا و 6م عرضا التي صورت في معظم وقتنا الحاضر منطقة الشرق الأدنى من لبنان إلى دلتا النيل والبحر المتوسط من إلى الصحراء الشرقية من الأردن. يعود تاريخها للقرن السادس، وإلى جانب تزيين الكنيسة، فمن المرجح أنها صممت على كأطلس للحجاج المتنقلين من موقع مقدس إلى آخر. يمكن العثور على الفسيفساء البيزنطية غير المعروفة للكثيرين في جميع انحاء مادبا. تطل كنيسه الرسل على الطريق الملوكي وتضم فسيفساء ضخمة وضعت عام 568 م. كما توجد الفسيفساء في المتحف والمحميات الأثرية.

## التسجيل في المعهد
يستقبل المعهد الطلبات من حملة شهادة الدراسة الثانوية العامة (كافة الفروع) أو ما يعادلها من وزارة التعليم العالي. 

## روابط خارجية
- الموقع الرسمي mimarjordan.org
- فيديو عن الفسيفساء في مادبا